# Store Vi Sogn
Store Vi Sogn (på tysk Kirchspiel Großenwiehe) er et sogn i det nordlige Sydslesvig, tidligere i Vis Herred (Flensborg Amt), nu kommunerne Store Vi og Lindved i Slesvig-Flensborg Kreds i delstaten Slesvig-Holsten.
I Store Vi Sogn findes flg. stednavne:
- Barslund
- Bilund
- Kærhus (ældre dansk Kjærhus)
- Lille Vi (Kleinwiehe)
- Lindved el. Lindeved (Lindewitt)
- Loftlund
- Lyngvrå (også Lyngraa; Lüngerau)
- Okslund (Oxlund)
- Rødaa
- Sillerup
- Store Vi (Großenwiehe)
- Skovbøl (Schobüll)
- Skovbølgaard
- Skovbølhus el. Skovbølhuse (Schobüllhus)
- Sønderland
- Toldhus Kro
- Vanrad el. Vanraad